# Bleach (Manga)
Bleach (Originalschreibweise BLEACH, Burīchi; dt. „bleichen“, Bleichmittel) ist eine Manga-Serie des japanischen Zeichners Tite Kubo, die auch als Anime umgesetzt wurde.

## Handlung

### Szenario
In der Welt von Bleach existieren neben der Welt der Menschen noch weitere parallele Dimensionen. In einer von diesen leben die Shinigami (dt. „Todesgötter“), die als militärisch geführtes Ausbildungszentrum organisiert sind. Die Welt selbst wird als Soul Society (尸魂界, Sōru Sosaeti, dt. „Leichenseelenwelt“) bezeichnet, in deren Zentrum der Seireitei (瀞霊廷), die Ausbildungsstätte, liegt. Dort werden die noch jungen Rekruten zu Shinigami ausgebildet, die die Hollows (虚, Horō, dt. „Leere“) davon abhalten sollen, die Menschen ihrer Seelen zu berauben. Zugleich sollen sie die Seelen der Verstorbenen in die Soul Society bringen, wo sie außerhalb der Tore des Seiretei ihr weiteres Leben verbringen. Seiretei wird von den Kommandanten der 13 Hofgarden verwaltet sowie von der Zentrale der 46; der Oberbefehlshaber der 13 Hofgarden ist der Kommandant der Ersten Einheit. Die Hollows entstammen unterdessen einer dritten Welt, die als Hueco Mundo (虚圏, Weko Mundo, dt. „leere Sphäre“) bezeichnet wird. Charakteristisch für einen Hollow, egal welche Gestalt er letztlich angenommen hat, ist ein Loch irgendwo in seinem Körper (meist in seiner Brust), das ihn eindeutig von den restlichen Charakteren unterscheidet. Außerdem ist die Gestalt von Hollows oft an bestimmten Tieren angelehnt. Neben den Hollows tauchen in der Geschichte auch sogenannte Arrancar (破面, Arankaru, dt. „Zerbrochene Maske“) auf: modifizierte Hollows, die durch Zerbrechen ihrer Hollowmaske Shinigamikräfte erhalten. Auch bekommt ein Arrancar ein mehr menschlicheres Aussehen, als er es als Hollow hatte. Die immer noch existenten Hollowkräfte sind in seinem Zanpakutō versiegelt und können durch den Ausspruch eines bestimmten Befehls freigesetzt werden. Bei der Freisetzung, die als Resurrección (帰刃, Resurekushion, dt. „heimkehrende Klinge“) bezeichnet wird, ändert sich die Gestalt des Arrancar und ähnelt wieder dessen ursprünglicher Hollowgestalt und seine spirituelle Kraft wächst enorm an. Die Resurrección kann als Gegenstück zum Bankai der Shinigami gesehen werden. Neben den gewöhnlichen Menschen existieren auch die sogenannten Quincy (滅却師, Kuinshī, dt. „Meister der Vernichtung“), ein Volk von Menschen, welches in der Lage ist, spirituelle Partikel zu kontrollieren, welches von dem König der Quincy, Yhwach, gegründet wurde. 1000 Jahre vor Beginn der Haupthandlung hat Yhwach mit seinem Quincyvolk versucht die Shinigami auszulöschen, ist aber gescheitert und stattdessen wurden die Quincy ausgerottet, zumindest erscheint es so. Yhwach war der einzige Quincy der überlebte und erschuf mit Hilfe von spiritueller Energie eine eigene Dimension in der sich der Quincykönig auf eine Revanche vorbereitete, die er als Vandenreich  (見えざる帝国, Vandenraihi, dt. „Unsichtbares Imperium“) bezeichnet hat. Damit Yhwachs Plan nicht erkannt wurde erschuf Yhwach diese Dimension innerhalb des Seireitei, was man sich wie eine Paralleldimension vorstellen muss.
Die Shinigami sind Seelen verstorbener Menschen, die jedoch übernatürliche Kräfte erlangten. Für normale Menschen sind sie unsichtbar und können, wie auch die Hollows, nur von Personen wahrgenommen werden, die selbst über spirituelle Energie und Fähigkeiten verfügen. Diesen erscheinen sie in menschlicher Gestalt. Alle Shinigami tragen eine speziell auf sie zugeschnittene Waffe, die Zanpakutō (斬魄刀, dt. „Seelenköpfendes Schwert“) genannt wird. Stetes Training mit der Teile ihrer Seele widerspiegelnden Waffe vermag es ihnen den Namen ihrer Waffe zu erfahren, was es ihnen ermöglicht, ihrer Waffe zusätzliche Fähigkeiten zu entlocken. Die erste Stufe dieser Fähigkeit wird als Shikai (始解, dt. „Anfängliche Lösung“) bezeichnet. Dabei verwandelt sich das Schwert nach dem Ausruf eines bestimmten Befehls in eine andere Form, die besser zu dem Charakter des Shinigami passt. Eine zweite Form der Verwandlung wird als Bankai (卍解) bezeichnet. Diese Fähigkeit kann aber nur von wenigen Shinigami eingesetzt werden, die durch jahrelanges Training erworben wird und eigentlich eine notwendige Voraussetzung dafür darstellt, in den Rang eines Kommandanten erhoben zu werden. Neben dem Umgang mit ihrer Waffe und ihrer speziellen Fähigkeiten sind die Shinigami auch in der Lage Kidō (鬼道, dt. „Weg des Dämonen“), eine Form von Magie, einzusetzen. Es gibt zwei Arten von Kidō, Bakudō (縛道, dt. „Pfad der Fesseln“), und Hadō (破道, dt. „Pfad der Vernichtung“). Jeder dieser Arten gehören angeblich 99 Zauber an, die sich alle voneinander unterscheiden und für diverse Zwecke eingesetzt werden.

### Überblick über die Ereignisse
Der 15-jährige Schüler Ichigo Kurosaki besitzt schon seit seiner Kindheit die Fähigkeit, Geister zu sehen. Eines Tages begegnet er der Shinigami Rukia Kuchiki, die gerade Jagd auf einen Hollow macht. Da sie während des Kampfes schwer verletzt wird, ist sie gezwungen, ihre Kräfte auf Ichigo zu übertragen, damit dieser an ihrer Stelle den Hollow besiegt. Bis zu Rukias Genesung muss Ichigo nun die Arbeit eines Shinigami verrichten. Rukia meldet sich bei Ichigos Schule an und zieht bei ihm in den Wandschrank ein. Mit der Zeit werden die beiden Freunde.
Da Rukia Kuchiki ihren Aufenthalt in der Welt der Menschen überschritten hat, wird Rukia von ihrem Stiefbruder, dem Kommandanten der 6. Division der 13 Schutzeinheiten der Soul Society Byakuya Kuchiki und dem Vizekommandanten der 6. Division Renji Abarai gewaltsam zur Soul Society zurückgebracht, wo alle verstorbenen Seelen, inklusive die Shinigami wohnen. Aufgrund der Übertragung ihrer Shinigami-Kräfte auf einen Menschen, was ein schweres Vergehen darstellt, wird sie zur Auslöschung ihrer Seele verurteilt. Da Ichigo Rukia unbedingt retten will, lässt er sich von Kisuke Urahara, der ein Geschäft mit Produkten für spirituelle Wesen führt, sowie ein außerordentlich kampferfahrener früherer Kommandant der 12. Division ist, trainieren. So macht er sich zusammen mit seinen Freunden und Schulkameraden Yasutora „Chad“ Sado und Orihime Inoue, die ebenfalls besondere Kräfte besitzen, sowie dem Quincy Uryū Ishida auf den Weg zur Soul Society, wo es bei dem Versuch Rukia zu retten zu Konfrontationen mit mächtigen Shinigami kommt. Dabei wird Stück für Stück ein von einem bzw. drei Kommandanten Seireiteis geplantes Komplott aufgedeckt, das schwerwiegende Folgen haben könnte, nicht nur für die Soul Society, sondern auch für das Diesseits, wobei Karakura (空座町, -chō), die Heimatstadt der Hauptcharaktere, explizit ins Visier der Verschwörung gerät.

## Charaktere
In Bleach treten eine Vielzahl unterschiedlicher Charaktere auf, die je nach Handlungsabschnitt eine größere oder geringere Bedeutung haben. Aus der Welt der Menschen stammen hierbei Ichigo Kurosaki, Orihime Inoue, Yasutora „Chad“ Sado und Uryū Ishida. Alle gehen in der Welt der Menschen auf dieselbe Schule und sehen sich bald mit den Shinigami und deren stetigen Kampf gegen die Hollows konfrontiert.

## Veröffentlichungen

### Manga
Bleach erschien in Japan vom 20. August 2001 bis zum 22. August 2016 in 686 Einzelkapiteln im wöchentlichen Manga-Magazin Weekly Shōnen Jump des Shūeisha-Verlags. Diese Einzelkapitel wurden regelmäßig in Sammelbänden zusammengefasst, welche mit Band 74 abgeschlossen wurden. Ein zusätzliches 73-seitiges Kapitel wurde am 10. August 2021 im Weekly Shōnen Jump veröffentlicht, anlässlich des 20-jährigen Jubiläums des Manga-Debüts in selbigem Magazin.
Der deutsche Ableger von Tokyopop brachte vom April 2006 bis August 2017 die Mangareihe auf Deutsch raus. Tokyopop Deutschland hat bis August 2017 über 800.000 Exemplare des Mangas verkauft. Zum Manga erschien ein Artbook mit dem Titel Bleach: All Colour But The Black. Dieses wurde im Oktober 2008 von Tokyopop in Deutschland veröffentlicht.
Das Manga erschien unter anderem auch in Italien, Frankreich und den USA.

### Anime
Studio Pierrot produzierte zum Manga eine Anime-Serie mit 366 Folgen unter der Regie von Noriyuki Abe. Die Serie wurde vom 5. Oktober 2004 bis 27. März 2012 wöchentlich auf dem japanischen Fernsehsender TV Tokyo ausgestrahlt, wobei sich zwischenzeitlich die Wochentage änderten. Zuletzt lief sie jeden Dienstagabend um 18 Uhr japanischer Zeit. Von Studio Pierrot stammen auch die beiden 30-minütigen Bleach-OVA-Folgen Memories in the Rain und The Sealed Sword Frenzy.
Das Weekly Shonen Jump gab im März 2020 bekannt, dass der Anime fortgesetzt werden soll. Die Anime-Adaption des Thousand-Year Blood War-Arcs wird seit Oktober 2022 ausgestrahlt. In Deutschland können die Folgen auf Disney+ im Originalton mit englischen Untertiteln oder englischer Synchronisation gestreamt werden. Bisher wurden drei Staffeln veröffentlicht, und eine vierte finale Staffel wurde bereits angekündigt.
Panini lizenzierte den Anime im März 2008 für den deutschsprachigen Raum und beauftragte SPV mit dem Vertrieb der Serie. SPV veröffentlichte 2009 in monatlichen Abständen fünf DVDs, die die ersten 20 Folgen des Anime synchronisiert und im Originalton enthalten. Nach der Insolvenz von SPV beauftragte Panini den Verleiher Nipponart mit dem Vertrieb der DVDs. Diese verwerteten nur noch die bisher erschienenen DVDs. Zwar waren die Episoden 21 bis 53 seitens Panini bereits synchronisiert worden, jedoch erfuhren sie unter Panini zwar eine TV-Auswertung (bis Episode 52) aber keine DVD-Auswertung mehr. Anfang 2017 wurde bekannt, dass Kazé Deutschland die Serie lizenziert hat. Bisher wurden 131 Episoden bestätigt. Seit Juli 2017 sind somit 63 Episoden aufgeteilt auf 3 DVD-Boxen erschienen. Die DVD-Boxen 4 bis 6 sind ab Februar 2018 geplant.
Ab dem 19. Juli 2009 sendete der deutsche Ableger des Senders Animax die Episoden 1 bis 52 als deutsche TV-Premiere. Es wurden zwei Episoden pro Woche gesendet. Seit dem 27. Oktober 2017 strahlt der Sender ProSieben Maxx Bleach im Rahmen seiner Anime Nacht aus. Fälschlicherweise wurde dies seitens ProSieben Maxx als deutsche TV-Premiere beworben, was aber faktisch falsch war, da die Episoden 1 bis 52 bereits auf dem deutschen Animax-Ableger im deutschen Pay-TV liefen. Somit sind die Episoden 1 bis 52 in der Tat nur deutsche Free-TV-Premieren und keine deutschen TV-Premieren. Erst die Ausstrahlung ab der Episode 53 wäre eine deutsche TV-Premiere.
Animefilme
Am 16. Dezember 2006 erschien in Japan der Kinofilm Bleach: Memories of Nobody. Der zweite Kinofilm Gekijōban Bleach: The DiamondDust Rebellion – Mō Hitotsu no Hyōrinmaru (劇場版BLEACH The DiamondDust Rebellion もう一つの氷輪丸) erschien am 22. Dezember 2007 in den japanischen Kinos. Darauf folgte am 13. Dezember 2008 der dritte Kinofilm Gekijōban Bleach: Fade to Black – Kimi no Na o Yobu in Japan in den Kinos. Mit Gekijōban Bleach: Jigoku-hen erschien am 4. Dezember 2010 der letzte Bleach-Animefilm in den japanischen Kinos.
Der erste Bleach-Film wurde am 24. September 2010 von Kazé Deutschland im deutschsprachigen Raum veröffentlicht. Alle deutschen Synchronsprecher der Serie wurden für ihre Rolle im Film übernommen. Am 24. Juni 2011 erschien der Film unter dem Titel Bleach Movie 1 – Memories of Nobody bei Kazé auch auf Blu-ray Disc. Kazé Deutschland veröffentlichte den zweiten Bleach-Film am 26. August 2011 im deutschsprachigen Raum auf DVD und Blu-ray unter den Namen Bleach Movie 2 – The DiamondDust Rebellion.

#### Synchronisation
Die deutsche Synchronisation der Episoden 1 bis 53 entstanden noch im Auftrag von Panini. Panini beauftragte 2008/2018 das Synchronsationsstudio G&G Studios in Kaarst. Richard Westerhaus führte die Dialogregie. Christian Schneider schrieb das Dialogbuch für die Episoden 1 bis 53, während Richard Westerhaus ab Episode 54 sowohl für die Dialogregie als auch für das Dialogbuch verantwortlich war.
Von Episode 54 bis 205 entstand die deutsche Synchronisation im Auftrag von Kazé Deutschland. Kazé konnte für die Synchronisation fast alle alten Sprecher des alten Castes gewinnen.
Eine neue Synchronisation im Auftrag von Viz Media entstand 2023/2024, wobei alle Episoden komplett neu gesprochent wurden. Hierbei wurden, bis auf wenige Ausnahmen, alle alten Sprecher ersetzt.
Die neue Synchronfassung der Serie wurde beim Iyuno-SDI Group Germany GmbH in Auftrag gegeben und im Münchener Aufnahmestudio des Unternehmens aufgenommen. Die Dialogregie übernahmen Jakob Balogh, Oliver Mink und Felix Mayer. Die Dialogbücher schrieben Peter Lehn, Tanja Paidar, Katharina von Daake und Dirk Meyer.
| Rolle                        | Japanischer Sprecher (Seiyū)                                 | Deutscher Sprecher (1. Synchro, 2008/2018)                                          | Deutscher Sprecher (2. Synchro, 2023/2024)          |
| ---------------------------- | ------------------------------------------------------------ | ----------------------------------------------------------------------------------- | --------------------------------------------------- |
| Ichigo Kurosaki              | Masakazu Morita                                              | Konrad Bösherz                                                                      | Felix Mayer                                         |
| Rukia Kuchiki                | Fumiko Orikasa                                               | Antje von der Ahe                                                                   | Leslie-Vanessa Lill                                 |
| Orihime Inoue                | Yuki Matsuoka                                                | Ilona Otto                                                                          | Friederike Sipp                                     |
| Isshin Kurosaki              | Toshiyuki Morikawa                                           | Hans Bayer                                                                          | Hans Bayer                                          |
| Yuzu Kurosaki                | Ayumi Sena                                                   | Katja Liebing                                                                       | Kerstin Julia Dietrich                              |
| Masaki Kurosaki              | Sayaka Ohara                                                 | Tanja Schumann                                                                      | N. N.                                               |
| Karin Kurosaki               | Rie Kugimiya                                                 | Maximiliane Häcke (Folge 1–50) Tabea Hilbert (Folge 54–55) Mayke Dähn (ab Folge 64) | Melanie Olbert                                      |
| Yasutora Sado                | Hiroki Yasumoto                                              | Björn Schalla                                                                       | Stefan Günther                                      |
| Uryū Ishida                  | Noriaki Sugiyama                                             | Markus Pfeiffer (bis Folge 53) Arne Stephan (ab Folge 54)                           | Philipp Moog                                        |
| Renji Abarai                 | Kentarō Itō                                                  | David Nathan                                                                        | David Nathan (1. Stimme) Manou Lubowski (2. Stimme) |
| Marechiyo Omaeda             | Shoto Kashii                                                 | Thomas Balou Martin                                                                 | Christoph Jablonka                                  |
| Shigekuni Yamamoto-Genryusai | Maasaki Tsukada                                              | Hans-Gerd Kilbinger                                                                 | Gudo Hoegel                                         |
| Mayuri Kurotsuchi            | Ryusei Nakao                                                 | Dieter Maise                                                                        | Ole Pfennig                                         |
| Shunsui Kyoraku              | Akio Ootsuka                                                 | Bernd Vollbrecht                                                                    | Jochen Paletschek                                   |
| Kisuke Urahara               | Shin'ichiro Miki                                             | Kim Hasper                                                                          | Julian Manuel                                       |
| Ururu Tsumugiya              | Noriko Shitaya                                               | Kirstin Hesse                                                                       | Lea Kalbhenn                                        |
| Jinta Hanakari               | Takako Honda                                                 | Patrick Mölleken                                                                    | Kevin Iannotta                                      |
| Nanao Ise                    | Hitomi Nabatame                                              | Vanessa Wunsch                                                                      | Alexandra Ludwig                                    |
| Byakuya Kuchiki              | Ryōtarō Okiayu                                               | Lars Schmidtke                                                                      | René Oltmanns                                       |
| Kon                          | Mitsuaki Madono                                              | David Turba                                                                         | Jakob Balogh                                        |
| Yoruichi Shihōin             | Satsuki Yukino                                               | Susanne Dobrusskin (bis Folge 53) Julia von Tettenborn (ab Folge 54)                | Pia Amofa-Antwi                                     |
| Yoruichi Shihōin als Katze   | Shirō Saitō                                                  | Olaf Reitz                                                                          | Peter Lehn                                          |
| Jūshirō Ukitake              | Hideo Ishikawa                                               | Andreas Meese (1. Stimme, Episode 9) Philipp Schepmann (2. Stimme, ab 40)           | Peter Frerich                                       |
| Gin Ichimaru                 | Kōji Yusa                                                    | Wanja Gerick (Folge 20–63, ab 152) Richard Westerhaus (Folge 122–151)               | Robinson Reichel                                    |
| Soifon                       | Tomoko Kawakami (Folge 24–186) Hōko Kuwashima (ab Folge 206) | Gabriele Wienand                                                                    | Ilena Gwisdalla                                     |
| Neliel Tu Oderschvank        | Tomoko Kaneda                                                | Moira May                                                                           | Anna Ewelina                                        |
| Pesche Guatiche              | Takehito Koyasu                                              | Daniel Berger                                                                       | Marcantonio Moschettini                             |
| Dondoschakka Bilstein        | Daisuke Gori                                                 | Sascha von Zembelly                                                                 | Uwe Thomsen                                         |
| Retsu Unohana                | Aya Hisakawa                                                 | Brit Gülland                                                                        | Katharina Friedl                                    |
| Isane Kotetsu                | Yukana                                                       | Katja Liebing (Folge 45) Daniela Bette-Koch (ab Folge 54)                           | N. N.                                               |
| Hiyori Sarugaki              | Reiko Takagi                                                 | Taby Pilgrim                                                                        | Zina Laus                                           |
| Tōshirō Hitsugaya            | Romi Park                                                    | Dennis Saemann                                                                      | Benjamin Mereis                                     |
| Rangiku Matsumoto            | Kaya Matsutani                                               | Ilya Welter                                                                         | Anja Taborsky                                       |
| Kenpachi Zaraki              | Fumihiko Tachiki                                             | Michael-Che Koch                                                                    | Martin Schülke                                      |
| Yachiru Kusajishi            | Hisayo Mochizuki                                             | Rieke Werner                                                                        | Amira Leisner                                       |
| Ikkaku Madarame              | Nobuyuki Hiyama                                              | René Dawn-Claude                                                                    | Philipp Rafferty                                    |
| Hanatarō Yamada              | Kōki Miyata                                                  | Dirk Stollberg                                                                      | Leonard Rosemann                                    |
| Grimmjow Jaegerjaques        | Jun'ichi Suwabe                                              | Tim Knauer                                                                          | Tim Knauer                                          |
| Szayel Aporro Granz          | Kosuke Toriumi                                               | Matthias Kiel                                                                       | Pirmin Sedlmeir                                     |
| Nnoitra Jiruga               | Nobutoshi Kanna                                              | Ben Steinhoff                                                                       | N. N.                                               |
| Ulquiorra Cifer              | Daisuke Namikawa                                             | Bastian Sierich                                                                     | Bastian Sierich                                     |
| Zommari Leroux               | Taiten Kusunoki                                              | N. N.                                                                               | N. N.                                               |
| Katen Kyokotsu               | Ayumi Fujimura                                               | N. N.                                                                               | Carolin Hartmann                                    |
| Tenken                       | Masafumi Kimura                                              | N. N.                                                                               | Niko Macoulis                                       |
| Tensa Zangetsu               | Shotaro Morikubo                                             | N. N.                                                                               | Julian Bayer                                        |
| Zangetsu                     | Takayuki Sugo                                                | Patrick Feiter (1. Stimme) Tobias Brecklinghaus (2. Stimme)                         | Gerd Meyer                                          |
| Sōsuke Aizen                 | Sho Hayami                                                   | Andreas Meese                                                                       | Xiduo Zhao                                          |

##### Kritik
Aufgrund der beinahe kompletten Neubesetzung der deutschen Synchronsprecher in der neuen Synchronfassung (2. Synchro, 2023/2024) durch Viz Media, gab es unter den langjährigen Fans der Anime-Serie Bleach kontroverse Diskussionen zur Kontinuität, Besetzung und Qualität der neuen Vertonung.

### Andere Adaptionen

#### Live-Action-Film
Am 20. Juli 2018 kam der Realfilm Bleach in die japanischen Kinos. Die Hauptrolle des Ichigo Kurosakis übernahm Sota Fukushi. Die Regie führte Shinsuke Sato. Der Film wurde später weltweit auf Netflix veröffentlicht.

#### Musical
Es wurden Musicals aufgeführt, von denen es mittlerweile fünf Stück gibt. Bei den Musicals führt Takuya Hiramitsu Regie, das Drehbuch wurde von Naoshi Okumura geschrieben. Die Musik wurde von Shoichi Tama geschrieben und ist nicht dieselbe wie die des Animes. Die Uraufführung des ersten Musicals Rock Musical BLEACH war am 17. August 2005 im Zero Tokyo Center in Shinjuku. Später wurden noch die Musicals Rock Musical BLEACH Saien, Rock Musical BLEACH The Dark of The Bleeding Moon, Rock Musical BLEACH Live Bankai Show Code 001, Rock Musical BLEACH No Clouds in the Blue Heavens und Rock Musical BLEACH Live Bankai Show Code 002 und  Rock Musical BLEACH The All aufgeführt. Derzeit läuft die Live Bankai Show Code 003.

#### Videospiele
Basierend auf dem Manga wurden mehrere Videospiele entwickelt. Sony Computer Entertainment entwickelte neun Spiele, davon vier für PlayStation 2 und fünf für PlayStation Portable. Sega brachte insgesamt sechs Spiele für verschiedene Konsolen von Nintendo heraus. Von diesen erschien Bleach – Shattered Blade für die Nintendo Wii und von Sega Bleach – The Blade of Fate, Bleach – Dark Souls und ein Strategie bezogenes Spiel The 3rd Phantom für den Nintendo DS in Deutschland. Am 23. Juni 2011 folgte Bleach: Soul Ignition für die PlayStation 3, das am 16. September 2011 unter dem Titel Bleach: Soul Resurrección auch in Europa erschien.

## Auswirkungen auf andere Medien
Der Charakter Orihime ist zum Teil nicht nur den Fans der Serie bekannt, da sie zur Hauptdarstellerin eines viralen Internet-Flash-Cartoons mit dem Titel „Loituma Girl“ wurde. Der Cartoon besteht aus einer kurzen sich beständig wiederholenden Animation, bei der Orihime eine Porree-Stange umherschwingt, zu der kontinuierlich in einer Endlosschleife das Intermezzo der Ievan Polkka gespielt wird. Dies führte dazu, dass Ievan Polkka von Loituma einen gewissen Kultstatus erreichte und der Verkauf des Albums stark angekurbelt wurde.

## Auszeichnungen
Tite Kubo ist für Bleach 2004 mit dem 50. Shōgakukan-Manga-Preis in der Kategorie Shōnen ausgezeichnet worden.